# Pere Alemany (pintor)
Pere Alemany (Barcelona, segle xv - abans del 1516) va ser un pintor de retaules de finals del segle xv i principis del segle xvi. Probablement pertanyia al llinatge familiar d'una família anomenada Alemany.
Va ser un pintor d'estil vergosià i, per tant, diferent de l'estil del Mestre de Girona, i pel fet qu els documents no presenten Pere com un pintor de retaules van fer que finalment no quedessin identificats ambdós pintors com una mateixa persona i es va crear l'anònim Mestre de Girona (Post 1938, pàg. 380-381).
El 1489 se li van pagar cinc lliures per unes pintures "d'història" que havien de servir de model per uns tapissos encarregats pel monestir de Santes Creus. A partir del 1492 apareix associat a Rafael Vergós, amb qui contracta diversos retaules durant la dècada del 1490. Junts van contractar el 1492 el retaule de la "capella rodona" de Vic, pel que havien de rebre 36 lliures barcelonines; el 1497 van negociar pel de Santa Maria de Teià i van cobrar el que havien fet per Sant Jeroni de la Vall d'Hebrón; el 1498 en van pactar un retaule dedicat a Sant Miquel per la parròquia de Calella i podria ser que també fessin el retaule de Santa Tecla i Sant Sebastià de la Catedral de Barcelona. Segons Ràfols en aquest darrer retaule es nota la mà de Vergós en les seves millors parts i si Alemany és qui va fer les posicions altes de l'obra "només demostra ser un imitador secundari de la tècnica de Rafael". Amb anterioritat, el 1493, un document diu que un tal "mestre Francesc", sense més detalls, va fer l'altar "de l'Almoina de pa beneït" amb Pere Alemany, pel qual van cobrar 20 lliures, i 30 més el 1495. El 1500, amb el pintor Berenguer Pons, van cobrar la restauració de la "cadira bisbal" de la Catedral de Barcelona, un temple pel qual va pintar una imatge de Santa Eulàlia sobre tela blanca. Tot sol també va ser l'autor d'un retaule per la parròquia de Santa Eulàlia de Montcada. El 1502 va cobrar 50 sous per pintar en blanc i negre la figura de Santa Eulàlia a la Seu de Barcelona. El mateix any i a la mateixa catedral es va casar amb Oliva, viuda de l'espader Ricart.